# Tauriscos

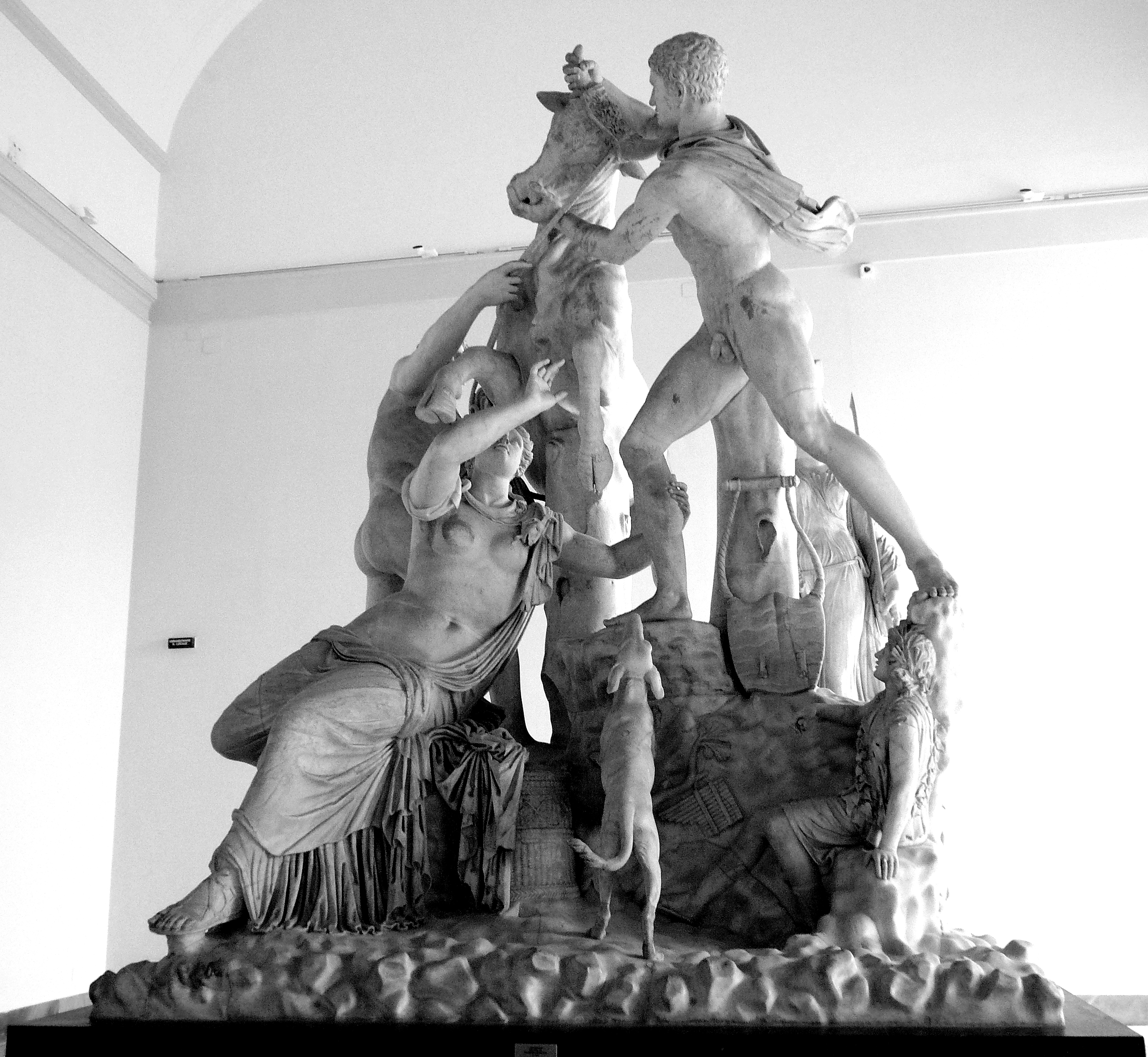
O Touro Farnese

Tauriskos (Trales ?, século II a.C. - ?) foi um escultor da Grécia Antiga, ativo em Rodes durante o período Helenista. 
Nada se sabe sobre sua vida senão o que Plínio relata em sua Naturalis Historia, dizendo que ele e seu irmão Apolônio de Trales foram os criadores de um enorme grupo escultórico intitulado A punição de Dirce, trazido de Rodes para Roma no tempo de Augusto. O trabalho sobrevive em uma cópia romana, mais elaborada que o original, o célebre Touro Farnese, hoje no Museu Arqueológico Nacional de Nápoles.